# Zenit-122

Câmera Zenit 122.

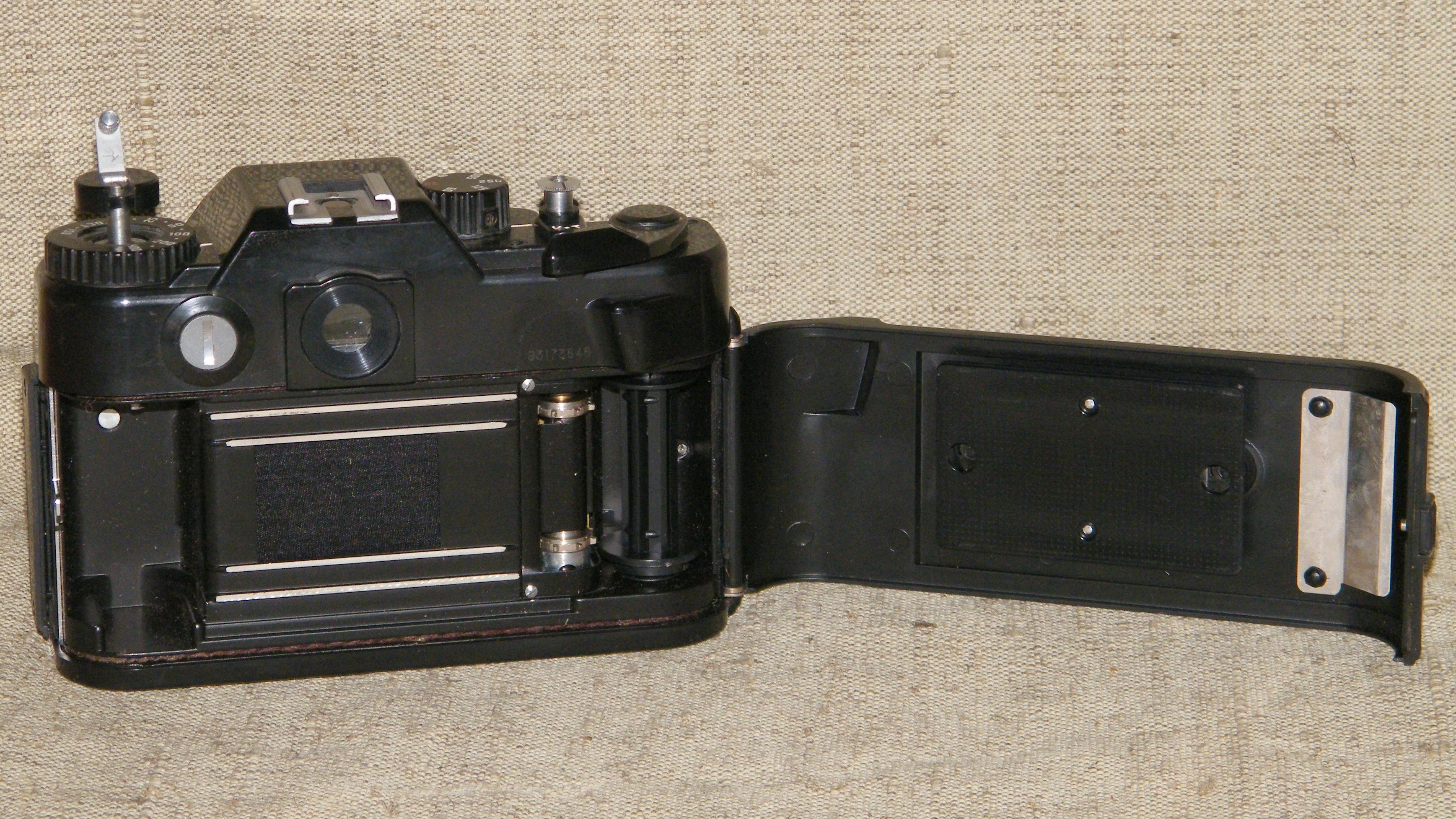
Zenit 122

A Zenit-122 é uma câmera fotográfica SLR 35mm totalmente manual, com fotometria TTL e baioneta M42. Fábricadas pela KMZ (Krasnogorskii Mekhanitcheskii Zavod) na Rússia (a partir dos anos 50), o kit da Zenit 122 acompanha uma objetiva Helios 44M-2 58mm f/2.4 ou uma MC Zenitar 50mm f/2 (ambas com rosca para filtros de 52mm). O funcionamento completamente mecânico (exceto do fotômetro) garante que a câmera não irá parar de funcionar caso as baterias acabem. Apesar de não ser considerada uma câmera avançada, ela possui todas as funções básicas necessárias para se iniciar na fotografia, sendo uma excelente opção de entrada.

## Especificações
- Filme: 35mm
- Tamanho do frame: 24x36 mm
- Rosca: M42
- Foco: Manual, com sistema de microprismas "split-image"
- Fotômetro: Sistema TTL. Controle de exposição feito por led's no viewfinder.
- Vista frontalAlimentação do fotômetro: 3v

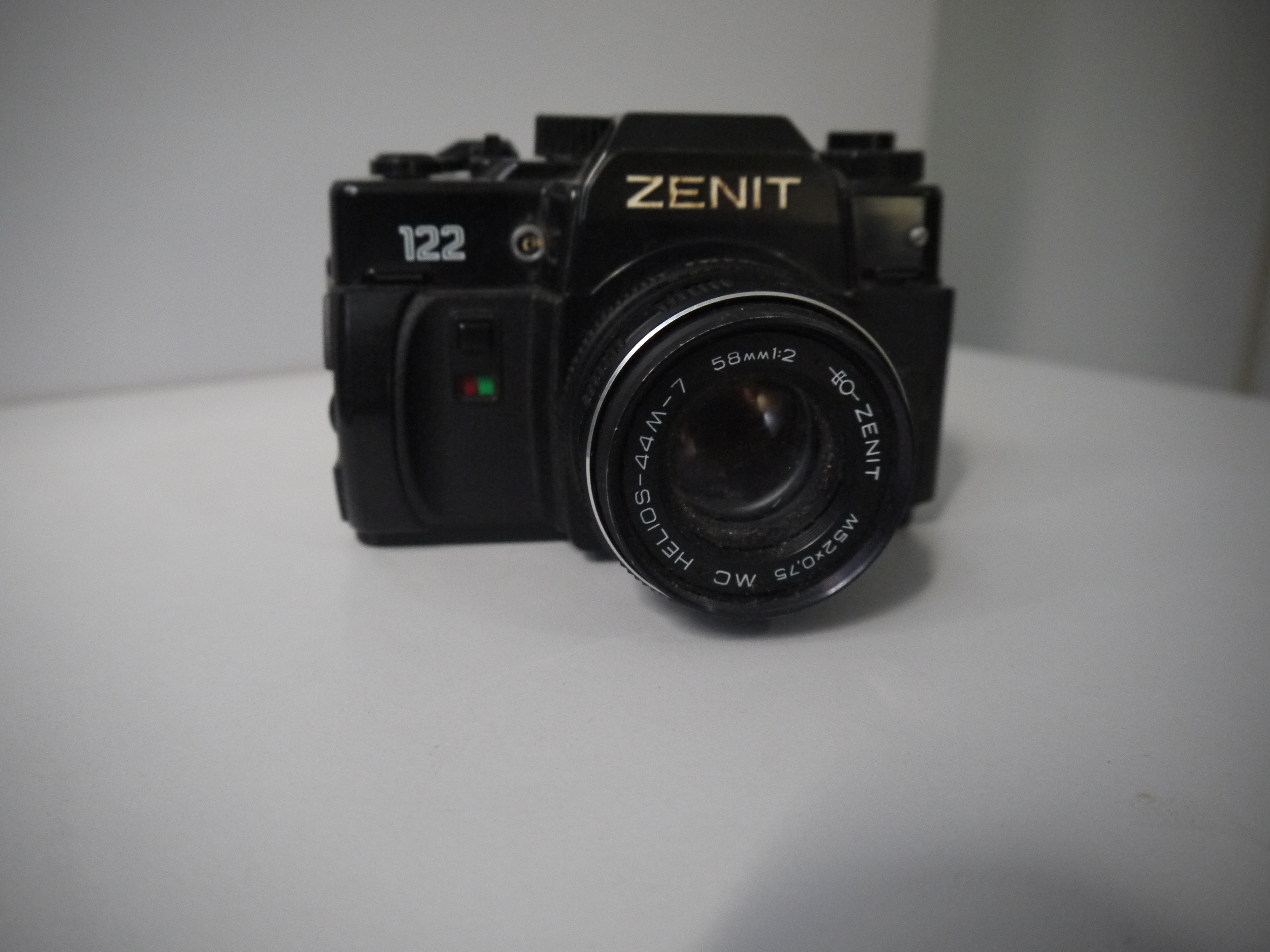
Vista frontal

- Velocidade do obturador de 1/500 sec à 1/30 e modo B (bulb).
- Velocidade mínima para sincronização do flash: 1/30sec.
- Timer: 7-15 segundos.
- Carregamento e rebobinação manual do filme
- ISO selecionado manualmente (25, 50, 100, 200, 400)
- Peso: 820g